# Matthias Dittmer
Matthias Dittmer (* 23. September 1954 in Potsdam) ist ein deutscher Schauspieler und Politiker.

## Leben
Der Schauspieler und Politiker Matthias Dittmer wurde 1954 in Potsdam geboren. Aufgewachsen ist er in Wiesbaden, wo er nach einer Ausbildung zum Maschinenschlosser das Abitur nachholte. Nach einem Studium an der Hochschule für Musik und Theater Hannover begann er seine Karriere als Schauspieler.
Er wirkte in bekannten deutschen Fernsehreihen wie Tatort, Das Traumschiff und Polizeiruf 110 mit. Auch als Filmschauspieler konnte sich Dittmer einen Namen machen, so wirkte er u. a. in den Kinofilmen September und Emilia mit. Im Fernsehfilm Operation Zucker, der 2013 mit dem Deutschen Fernsehpreis als bester Fernsehfilm ausgezeichnet wurde, ist Dittmer als Politiker Kurt Wagner zu sehen.
Matthias Dittmer spielte auch regelmäßig Theater, so u. a. 1981 bis 1989 im Düsseldorfer Schauspielhaus und 2009 bis 2010 im Theater am Potsdamer Platz (Berlin).
Bei den Brandenburger Kommunalwahlen am 26. Mai 2019 wurde Dittmer für Bündnis 90/Die Grünen in die Stadtverordnetenversammlung der Stadt Wittstock/Dosse gewählt und gehört dort der gemeinsamen Fraktion von SPD & Bündnis 90/Die Grünen an.
Für die Brandenburger Landtagswahlen 2019 trat Dittmer als Direktkandidat im Landtagswahlkreis Prignitz II/Ostprignitz-Ruppin II an.

## Filmografie (Auswahl)
- 1981: Tatort: Schattenboxen (TV-Reihe)
- 1981: Das Traumschiff: Jungferninseln (TV-Reihe)
- 1988: Lindenstraße: Die Wahrheit schmerzt immer (TV-Serie)
- 1991: Lindenstraße: Opfer (TV-Serie)
- 1995: Doppelter Einsatz:Noch zwei Tage bis Rio (TV-Serie)
- 1998–2000: Fieber – Ärzte für das Leben (TV-Serie)
- 1999: Hinter Gittern – Der Frauenknast: Herzklopfen (TV-Serie)
- 1999: Hinter Gittern – Der Frauenknast: Gnadenlos(TV-Serie)
- 1999: Hinter Gittern – Der Frauenknast: Zahn um Zahn (TV-Serie)
- 2001: Panamericana (Y si te vi, no me acuerdo) (Kinofilm, Regie: Miguel Barreda)
- 2001: Black Box BRD (Dokumentarfilm, Regie: Andres Veiel)
- 2001: Sommer und Bolten: Gute Ärzte, keine Engel (TV-Serie)
- 2001: In aller Freundschaft: Ein Unfall mit Folgen (TV-Serie)
- 2003: Doppelter Einsatz: Langer Samstag (TV-Serie)
- 2003: SOKO Leipzig: Außer Kontrolle (TV-Serie)
- 2003: September (Kinofilm, Regie: Max Färberböck)
- 2004: Polizeiruf 110: Rosentod (TV-Reihe)
- 2004: Alarm für Cobra 11 – Die Autobahnpolizei: Ohne Ausweg (TV-Serie)
- 2005: Emilia (Kinofilm, Regie: Henrik Pfeifer)
- 2005: SOKO Wismar: Tödliche Freundschaft (TV-Serie)
- 2006: Unser Charly: Portugiesische Träume (TV-Serie)
- 2006: Die Sitte: Cuba Libre (TV-Serie)
- 2006: Blond: Eva Blond!: Der sechste Sinn (TV-Reihe)
- 2007: R.I.S. – Die Sprache der Toten: Die nackte Wahrheit (TV-Serie)
- 2007: In aller Freundschaft: Vertrauensbruch (TV-Serie)
- 2007: Die Wehrmacht – Eine Bilanz (TV-Dokumentarfilm)
- 2007: Da kommt Kalle: Landpartie (TV-Serie)
- 2008: Die Gerichtsmedizinerin: Mord nach Stundenplan (TV-Serie)
- 2011: Fremdkörper (Kinofilm, Regie: Alex Weimer)
- 2012: Der Kriminalist: Todgeweiht (TV-Serie)
- 2012: Operation Zucker (TV-Film, Regie: Rainer Kaufmann)
- 2013: Das merkwürdige Kätzchen (Kinofilm, Regie: Ramon Zürcher)
- 2014: Tatort: Der sanfte Tod (TV-Reihe, Regie: Alexander Adolph)
- 2015: Sag mir nichts (Fernsehfilm, Regie: Andreas Kleinert)
- 2015: Polizeiruf 110: Ikarus (Fernsehfilm, Regie: Peter Kahane)
- 2017: Alles Klara: Trauerschnäpper (TV-Serie)
- 2019: Gunpowder Milkshake: Action-Thriller (Kinofilm, Regie: Navot Papushado)